# Brutelles
Brutelles település Franciaországban, Somme megyében. Lakosainak száma 199 fő (2022. január 1.). Brutelles Woignarue, Bourseville, Cayeux-sur-Mer, Lanchères, Saint-Blimont és Vaudricourt községekkel határos.

## Népesség
A település népességének változása:
| Lakosok száma | 189  | 203  | 210  | 207  | 206  | 205  | 204  | 202  | 199  |
|               | 2013 | 2015 | 2016 | 2017 | 2018 | 2019 | 2020 | 2021 | 2022 |